# Take Twelve
Take Twelve è un album di Lee Morgan, pubblicato dalla Jazzland Records nel 1962.Il disco fu registrato il 24 gennaio 1962 al Plaza Sound Studios di New York (Stati Uniti).

## Tracce
Lato A
1. Ragged Ann – 6:46 (Lee Morgan)
2. A Waltz for Fran – 4:55 (Lee Morgan)
3. Lee-Sure Time – 8:27 (Lee Morgan)

Lato B
1. Little Spain – 7:45 (Clifford Jordan)
2. Take Twelve – 4:55 (Elmo Hope)
3. Second's Best – 7:08 (Lee Morgan)

## Musicisti
- Lee Morgan - tromba
- Cliff Jordan - sassofono tenore
- Barry Harris - pianoforte
- Bob Cranshaw - contrabbasso
- Louis Hayes - batteria